# 德川慶臧
德川慶臧（日语：／ Tokugawa Yoshitsugu，1836年—1849年），日本江戶時代後期大名，尾張藩第十三代藩主、御三家之一尾張德川家第十三代當主。父親為第十一代將軍田安德川家第三代當家德川齊匡（第十子），母親不詳。與紀州藩第十二代藩主德川齊彊之養女、尾張藩第十二代藩主德川齊莊之女有婚約。亦因他成為了德川齊莊的養子得而繼承尾張藩。幼名鑑丸。官位從三位左近衛權中將、參議、權中納言。

## 生平
德川慶臧本名德川匡賢，弘化2年（1845年）3月25日，因與德川齊莊的女兒有婚約的關係，而成為他的養嗣子。同年8月25日，再因德川齊莊逝世無嗣，年僅10歲的匡賢繼承尾張藩。12月15日，德川匡賢元服，將軍德川家慶賜了「慶」字名諱給匡賢，改名德川慶臧。任職從四位下叙議、右兵衛督。同日又再升格為從三位左近衛權中將。兼任右兵衛督。
當時尾張藩內大多數藩士不滿幕府以指派將軍近親為養子繼承藩主之位，要求由尾張德川家的支藩中選出藩主繼任人。當時以高須藩藩主松平義建次子德川慶恕（後改名為慶勝）的呼聲最高。德川慶臧在位4年間，並未留下任何功績，他飽受疱瘡的煎熬，終於在嘉永2年（1849年）4月7日逝世，享年13歲。德川慶臧無嗣，只好以德川慶恕為慶臧養子繼承尾張藩。
德川慶臧的法號為顯曜院殿德譽瑞正源欽大居士。墓所為名古屋市東區筒井德興山建中寺。